# Cielo grande
Cielo grande is een Argentijnse jeugd-, muzikale en dramatische televisieserie gemaakt door Jorge Edelstein en geproduceerd door Non Stop Studios voor Netflix. Het wordt gespeeld door Pilar Pascual, Abril Di Yorio, Victor Varona en Guido Messina. De serie werd wereldwijd uitgebracht op 16 februari 2022. Het is de opvolger van Go! Vive a tu manera.
De officiële trailer van de serie werd uitgebracht in januari 2022. Het tweede seizoen is al bevestigd en is in productie.

## Rolverdeling
- Pilar Pascual – Stefania "Steffi" Navarro[9]
- Abril Di Yorio – Luz Aguilar
- Víctor Varona – Antonio "Tony"
- Guido Messina – Julián
- Francisco Bass – Ron Navarro Lavalle
- Giulia Guerrini – Natasha Rossi
- Thaís Rippel – Natalia "Naty"
- Luan Brum – Carlos "Charlie" Santos
- Twins Monzo – Twins Monzo
- Agustín Pardella – Noda
- Mariel Percossi – Matrix
- Byron Barbieri – Ian Navarro
- Martín Tecchi – Augusto Montero
- Débora Nishimoto – Irene
- Jimena La Torre – Cynthia Aguilar
- Juana Masse – Luz (kleine jongen)
- Benjamín Otero – Julián (kleine jongen)
- Juan Salinas – Ron Navarro (tiener)
- Camila Geringer – Cynthia Aguilar (tiener)
- Denise Cotton – Dra. Visero

## Afleveringen
| Seizoen | Afleveringen | Première         |
| ------- | ------------ | ---------------- |
| 1       | 11           | 16 februari 2022 |
| 2       | 8            | 30 december 2022 |

## Muziek
Cielo grande bevat een studioalbum met dezelfde naam, uitgebracht op 16 februari samen met de seriepremière, onder het Sony Music-platenlabel.

### Seizoen 1
- 1: Ahora gezongen door Pilar Pascual en Abril Di Yorio.[12]
- 2: Atrapado gezongen door Guido Messina en Abril Di Yorio.
- 3: Qué Pena gezongen door Twins Monzo.
- 4: Cálida Belleza gezongen door Pilar Pascual en Abril Di Yorio.
- 5: Alto Suspiro gezongen door Guido Messina en Abril Di Yorio.
- 6: Tu Mamá gezongen door Agustín Pardella en Mariel Percossi.
- 7: Sin Tí gezongen door Twins Monzo.
- 8: A Mil Pasos gezongen door Thaís Rippel.
- 9: Friendzone gezongen door Pilar Pascual, Abril Di Yorio, Víctor Varona, Guido Messina, Thaís Rippel, Luan Brum Lima en Twins Monzo.
- 10: Amor Urgente gezongen door Guido Messina en Abril Di Yorio.